# Tennis aux Jeux panaméricains de 2015
Navigation
2011 2019
Les compétitions de tennis aux Jeux panaméricains de 2015 ont lieu du 10 au 16 juillet 2015 à Toronto, au Canada. 

## Médaillés
| Simple messieurs | Facundo Bagnis (ARG)                     | Nicolás Barrientos (COL)                    | Dennis Novikov (USA)                        |  |  |  |
| Double messieurs | Chili Nicolás Jarry Hans Podlipnik       | Argentine Guido Andreozzi Facundo Bagnis    | Équateur Gonzalo Escobar Emilio Gómez       |  |  |  |
|                  |                                          |                                             |                                             |  |  |  |
| Simple dames     | Mariana Duque Mariño (COL)               | Victoria Rodríguez (MEX)                    | Monica Puig (PUR)                           |  |  |  |
| Double dames     | Canada Gabriela Dabrowski Carol Zhao     | Mexique Victoria Rodríguez Marcela Zacarías | Argentine María Irigoyen Paula Ormaechea    |  |  |  |
|                  |                                          |                                             |                                             |  |  |  |
| Double mixte     | Argentine María Irigoyen Guido Andreozzi | Canada Gabriela Dabrowski Philip Bester     | Paraguay Verónica Cepede Royg Diego Galeano |  |  |  |

Source : (en) Médaillés.

## Tableau des médailles
| * | Pays hôte |

| Rang  | Nation     | Or | Argent | Bronze | Total |
| ----- | ---------- | -- | ------ | ------ | ----- |
| 1     | Argentine  | 2  | 1      | 1      | 4     |
| 2     | Canada *   | 1  | 1      | 0      | 2     |
| 2     | Colombie   | 1  | 1      | 0      | 2     |
| 4     | Chili      | 1  | 0      | 0      | 1     |
| 5     | Mexique    | 0  | 2      | 0      | 2     |
| 6     | États-Unis | 0  | 0      | 1      | 1     |
| 6     | Équateur   | 0  | 0      | 1      | 1     |
| 6     | Paraguay   | 0  | 0      | 1      | 1     |
| 6     | Porto Rico | 0  | 0      | 1      | 1     |
| Total | Total      | 5  | 5      | 5      | 15    |